# Mandela (Italie)
Pour les articles homonymes, voir Mandela (homonymie).
Mandela est une commune de la ville métropolitaine de Rome Capitale dans le Latium en Italie.

## Culture

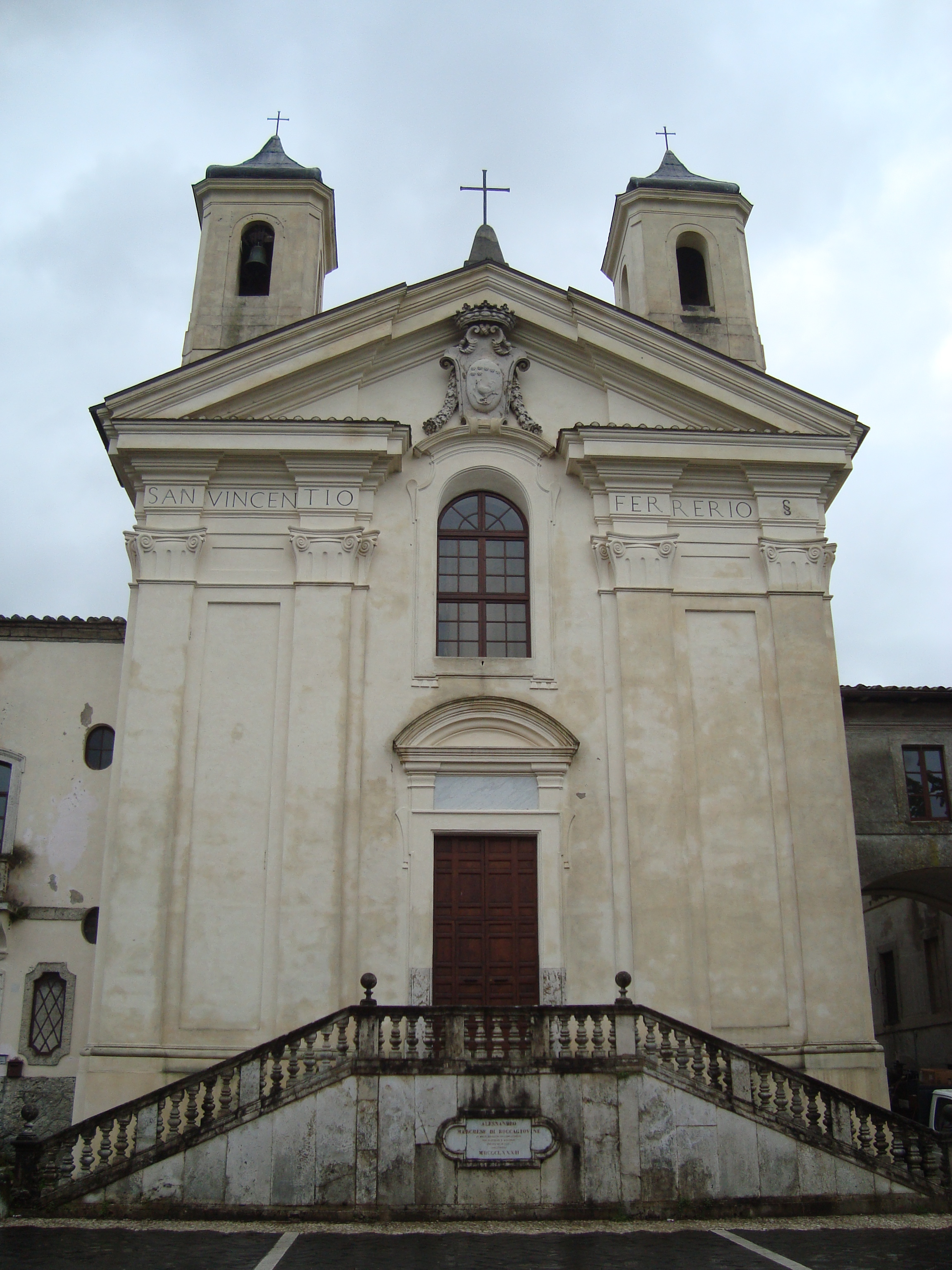
L'église San Vincenzo

- L'église San Vincenzo

## Administration
| Période                                  | Période  | Identité        | Étiquette    | Qualité |
| ---------------------------------------- | -------- | --------------- | ------------ | ------- |
| 30 mai 2006                              | En cours | Gaetano Sartori | Lista Civica |         |
| Les données manquantes sont à compléter. |          |                 |              |         |

### Communes limitrophes
Anticoli Corrado, Cineto Romano, Licenza, Percile, Roccagiovine, Roviano, Saracinesco, Vicovaro

### Évolution démographique
Habitants recensés